# Ernst Glaeser
Pour les articles homonymes, voir Glaeser.
Ernst Glaeser est un romancier allemand né le 29 juillet 1902 à Butzbach en grand-duché de Hesse et mort le 8 février 1963 à Mayence. Ce fut une grande figure de l'opposition démocratique allemande face à la montée du nazisme avant de brutalement virer de bord et rejoindre le régime juste avant la Seconde Guerre mondiale.

## Biographie
Il étudie au lycée de Darmstadt puis aux universités de Fribourg et Munich.
Son premier roman, en grande partie autobiographique, parait en 1928 Jahrgang 1902. Il a été traduit et édité en France en 1929 sous le titre Classe 22 (puis Classe 1902 plus récemment) ;  il décrit du point de vue d'un jeune adolescent le désarroi de la jeunesse et la décomposition de la société allemande pendant la Première Guerre Mondiale. C'est le premier roman décrivant la guerre vue du côté allemand à rencontrer un grand succès en librairie en France. Ce succès ne fut dépassé que par celui d’À l'Ouest, rien de nouveau, d'Erich Maria Remarque.
Ernst Glaeser donnera une suite à ce roman en 1929 avec La Paix, qui situe ses personnages à la fin de la Première Guerre mondiale, toujours en Allemagne, et raconte la fin de la guerre, le retour des soldats et les journées de la révolution ouvrière allemande de 1918-1919. Le Dernier Civil, écrit en 1936 relate le début de la montée du nazisme dans une ville imaginaire d’Allemagne du sud, Siebenwasser, entre 1927 et 1933.
Proche du parti communiste allemand, le KPD, à partir de 1930, Ernst Glaeser est la cible des nazis pour ses écrits pacifistes. Ses ouvrages font partie des livres brûlés par les étudiants nazis lors des autodafés de 1933 en Allemagne.
Ernst Glaeser s'exile en décembre 1933 et part d'abord en Tchécoslovaquie, puis à Locarno en 1934 et à Zurich à partir d'octobre 1935. Déchiré entre son antinazisme et son profond patriotisme allemand, il devient de plus en plus conservateur. Très appauvri par ses années d'exil, il rentre en Allemagne le 1er avril 1939. Il devient rédacteur pour les journaux de la Wehrmacht puis pour le Gouvernement Général de Pologne. Ce revirement, assimilé à une trahison par tous les exilés (Alfred Döblin, Heinrich et Thomas Mann…), détruisit la carrière et la réputation de l’écrivain. 
Après la guerre il tenta de se justifier mais ne parvint jamais à redevenir l’auteur écouté qu’il avait pu être pendant l’entre-deux guerres. C’est la raison majeure de l’oubli dont il fait l’objet de nos jours.

## Œuvres
- Ernst Glaeser (trad. de l'allemand), Classe 1902 : une éducation sentimentale et politique dans l'Allemagne en guerre, Paris, Les Nuits rouges, 2000, 309 p., broché (ISBN 2-913112-09-9)
- Ernst Glaeser (trad. de l'allemand), La Paix, Pantin, Les Bons Caractères, coll. « Roman », 2006, 342 p., broché (ISBN 2-915727-11-2)
- Ernst Glaeser, Le Dernier Civil, Grasset, coll. « Les Cahiers rouges », 2008, 494 p., poche (ISBN 978-2-246-35703-2 et 2-246-35703-9)